# Циклесонид
Циклесонид — ингаляционный глюкокортикостероид, применяется для лечения астмы и аллергических ринитов. Является пролекарством и активируется непосредственно в эпителиальных клетках лёгких в активный метаболит, обладающий высоким сродством к глюкокортикостероидным рецепторам и способный образовывать неактивные эфиры с жирными кислотами, служащие в качестве депо препарата в клетке. 
Фармакологические особенности молекулы циклесонида обеспечивают высокую локальную противовоспалительную активность препарата с минимальным риском оказания местных и системных побочных эффектов, а также позволяют применять препарат лишь один раз в день. Ингаляторы, обеспечивающие высокий уровень депозиции глюкокортикостероидов (ГКС) в легких, позволяют оптимизировать терапию у пациентов с бронхиальной астмой при фенотипах астмы с преимущественным поражением малых дыхательных путей. С другой стороны, высокая депозиция позволяет нивелировать роль ошибок в технике ингаляций и сократить расходы, связанные с терапией.
Применение экстрамелкодисперсных дозированных аэрозольных ингаляторов, к которым относится препарат циклесонид, представляется универсальным решением для оптимизации лечения бронхиальной астмы. В ряду имеющихся ингаляторов наиболее высокий уровень депозиции препарата в лёгких обеспечивается при использовании циклесонида. Кроме того, у него высокая депозиция в лёгких не сопровождается повышенной абсорбцией глюкокортикостероидов в системный кровоток. На основании данных доказательной медицины препарат циклесонид характеризуется высокой клинической эффективностью и безопасностью.
Учёные из Пастеровского института Кореи, исследовав 48 препаратов из числа уже одобренных FDA (Управление по санитарному надзору за качеством пищевых продуктов и медикаментов), обнаружили два потенциально эффективных препарата для лечения коронавирусной инфекции COVID-19 — циклесонид и антигельминтное (противоглистное) средство никлозамид. Циклесонид может использоваться против вирусного белка Nsp15 и как эффективное противовоспалительное средство, которое может играть решающую роль в ослаблении гиперцитокинемии (цитокинового шторма) — избыточной иммунной воспалительной реакции. Осталось доработать циклесонид, чтобы его можно было целенаправленно использовать для лечения COVID-19.